# Above & Beyond
Above & Beyond — британская транс-группа, сформированная в 2000 году Джонатаном Грантом (англ. Jonathan Grant), Тони МакГиннессом (англ. Tony McGuinness) и Пааво Сильямяки (фин. Paavo Siljamäki). Коллектив получил известность благодаря ремиксам и композициям в стиле транс.
Above & Beyond выпустили четыре студийных альбома, и 12 компиляций из серии Anjunabeats. Помимо успешных ремиксов и выступлений по всему миру, собственные работы британского трио обратили на себя внимание публики и популярных диджеев.
В 2017 году заняли 27 место в списке лучших диджеев мира по версии журнала DJ Magazine.

## История

### Основание
Первоначально Above & Beyond представляли собой дуэт Джонатана Гранта и Пааво Сильямяки. Их знакомство состоялось в Вестминстерском университете, когда на студенческой вечеринке в комнату к Джонатану забрел пьяный финн Пааво в поисках бутылочки пива. Летом 2000 года вышла первая официальная пластинка «Anjunabeats Volume 1» на только что основанном лейбле Anjunabeats. Вместе с оригинальной версией композиции вышел «Tease dub mix», получивший непосредственное внимание от множества танцевальных клубов и поддержку от Пола Окенфолда, Пола ван Дайка и Пита Тонга.
В 2000 году дуэт объединился в знаменитое трио Above & Beyond, когда Тони, тогда ещё работавший с Warner Music Group, по совету своего брата позвал Джонатана и Пааво помочь ему завершить ремикс на композицию Чакры (англ. Chakra, рус. Чакра) «Home».

### Название и первые ремиксы
Название группы Above & Beyond происходит от девиза «Above & Beyond», который Джонатан нашёл на веб-странице. Когда коллектив искал название для своего ремикса на Чакру, был решено использовать этот девиз.
На момент выпуска ремикса Above & Beyond были относительно неизвестны, но всё-таки сумели отобрать сторону «А» у Rob Searle & Tilt. Правильность данного решения подтвердилась после того, как Пит Тонг отыграв ремикс, достиг первой строчки в британском хит-параде.
После первого крупного успеха множество известных лейблов заинтересовалось творчеством группы, буквально засыпав просьбами о новых работах. Вскоре были выпущены ремиксы на таких исполнителей как: Aurora «Ordinary World», Fragma «Everytime You Need Me», Perpetuous Dreamer «The Sound Of Goodbye», Adamski «In The City».
Самой известной работой Above & Beyond стал ремикс на сингл Мадонны «What It Feels Like For A Girl». Мадонне и её супругу Гаю Ричи настолько понравилась версия парней, что они решили в клипе на данную композицию взамен альбомной версии использовать ремикс Above & Beyond. В 2003 году, после небольшого перерыва, началась вторая волна ремиксов. Группа приложила золотые руки к таким классическим вещам как: Tomcraft «Loneliness», Motorcycle «As the Rush Comes», а также к новой композиции Мадонны «Nobody Knows Me», Britney Spears «Everytime», летнему хиту Dido «Sand In My Shoes» и классическому произведению Delerium «Silence».

### Музыкальная карьера
Осенью 2002 года вышел первый сингл Above & Beyond «Far From In Love» при поддержке вокалистки Кейт Камерон (англ. Kate Cameron). Сингл, получивший широкую поддержку критиков, буквально в прямом смысле «растопил» слушателей.
Параллельно с началом написания музыки, группа начала карьеру диджеев. В 2002 году в Токио перед 8 тысячами зрителей Above & Beyond дали своё первое выступление. Стоит отметить, что помимо молодого трио на сцене присутствовали хорошо известные голландцы Ферри Корстен и Tiësto. В скором времени группа появились на сценах клубов Passion, Turnmills, Ministry of Sound, Room at the Top и Velfarre, заодно посетив проходивший в Великобритании и за её пределами фестиваль Gatecrasher. Кроме этого, группа объехала вокруг света со своим туром. В июле 2006-07 гг. Above & Beyond отыграл на сцене британского фестиваля танцевальной электронной музыки Global Gathering.
Настоящим прорывом для группы стал 2004 год: Above & Beyond дебютировали на фестивале Passion, на волнах Anjunabeats радио и многих других радиостанциях, включая Ministry of Sound радио, началась трансляция чрезвычайно успешного радиошоу Trance Around The World.
В этом же году последовал второй сингл «No One On Earth», содержащий вокал Зое Йонстон (англ. Zoë Johnston), одной из участниц легендарных Faithless. Композиция завоевала дважды подряд титул «трек недели» на радиошоу Армина ван Бюрена A State Of Trance. По результатам голосования слушателей сингл стал треком года. Кроме того, по результатам голосования слушателей Радио 1, июньский микс группы был назван лучшим миксом года.

### Tri-State
К началу весны 2006 года, после двухлетней работы в студии, на прилавки магазинов попал дебютный альбом Above & Beyond «Tri-State», получивший высокие оценки и признание критиков. Британский журнал DJ Mag, как правило весьма враждебно относящийся к транс работам, поставил оценку 5 из 5 назвав его «Бриллиантом». На высокие оценки не скупились и другие издания: Notion Magazine поставил 5 из 5, Mixmag 4 из 5.
Музыкальная палитра альбома очень богата, на пластинке уместилось 13 уникальных композиций различных музыкальных жанров, от медленного даунтемпо до лёгкого эмбиента. В альбом вошёл сингл «Air For Life», штурмовавший в 2005 году хит-парады и радио-шоу. В 2006 году композиция выиграла звание «лучшего танцевального трека» на IDMA (англ. International Dance Music Awards), а годом ранее слушатели радиошоу A State Of Trance присвоили титул «трек года».
Второй сингл «Alone Tonight» был номинирован на звание «прогрессивного транс трека» на двадцать втором IDMA, проходившем в 2007 году в Майами. Помимо номинаций композиция достигла четвёртого места в финском национальном хит-параде, а также пятого места в английском танцевальном хит-параде. В 280 выпуске радио-шоу A State Of Trance прозвучал новый сингл «Can’t Sleep», который позже по результатам голосования слушателей был включён в список 20 лучших композиций 2006 года. В 2008 году группа выиграла награду «лучшего танцевального трека» на IDMA со своим новым синглом «Home».
Помимо большого коммерческого успеха, Above & Beyond получили огромную поддержку от слушателей. В 2005 году по версии журнала DJ Mag группа занимала 19 строчку. В 2006 парни переместились сразу на 10 позиций вверх, заняв 9 место. В 2007 году трио достигло 6 места, а по итогам 2008 года — четвёртое.

## Дискография

### Студийные альбомы
| Название           | Информация |
| ------------------ | --- |
| Tri-State          | - Вышел: 6 марта 2006 - Лейбл: Anjunabeats - Номер в каталоге: ANJCD-004 - Носители: CD, MP3. - Синглы: «Air For Life», «Alone Tonight», «Can’t Sleep», «Good For Me», «Home» - Примечания: Первый студийный альбом созданный Above & Beyond. В этом альбоме группа пригласила участвовать вокалистку Зое Йонстон, уже знакомую по синглу «No One On Earth». Кроме того, композиция «Air For Life» была записана совместно с Энди Муром (англ. Andy Moor, рус. Энди Мур), являющегося частицей проекта Leama & Moor. |
| Group Therapy      | - Вышел: 6 июня 2011 - Лейбл: Anjunabeats - Номер в каталоге: ANJCD024D - Носители: CD, MP3, Itunes LP |
| Acoustic           | - Вышел: 28 января 2014 - Лейбл: Anjunabeats - Номер в каталоге: ANJCD037 - Носители: CD, MP3, Itunes LP |
| We Are All We Need | - Вышел: 20 января 2015 - Лейбл: Anjunabeats - Номер в каталоге: ANJCD043 - Носители: CD, MP3, iTunes LP |
| Acoustic II        | Вышел: 3 июня 2016 Лейбл: Anjunabeats Номер в каталоге: ANJCD048D Носители: CD, MP3, iTunes LP |
| Common Ground      | Вышел: 26 января 2018 Лейбл: Anjunabeats Номер в каталоге: ANJCD059D Носители: LP,CD,MP3,WAV,FLAC |

### Синглы
- 2003: «Far From In Love»
- 2004: «No One On Earth»
- 2005: «Air For Life»
- 2006: «Alone Tonight»
- 2006: «Can’t Sleep»
- 2007: «Good For Me»
- 2007: «Home»
- 2009: «Anjunabeach»
- 2010: «Anphonic»
- 2011: «Sun & Moon»
- 2011: «Thing Called Love»
- 2011: «You Got To Go»
- 2011: «Sea Lo Que Sea Será»
- 2011: «Formula Rossa»
- 2011: «Every Little Beat»
- 2012: «Love Is Not Enough»
- 2012: «On My Way To Heaven»
- 2012: «Alchemy»
- 2013: «Black Room Boy»
- 2013: «Walter White»
- 2013: «Mariana Trench»
- 2014: «Hello»
- 2014: «Blue Sky Action»
- 2014: «Sticky Fingers»
- 2015: «We Are All We Need»
- 2015: «All Over The World»
- 2015: «Piece Of Mind»
- 2015: «Counting Down The Days»
- 2016: «A.I.»
- 2017: «1001»
- 2017: «Alright Now»
- 2017: «Tightrope»

### Компиляции
- 2003: Anjunabeats Volume One
- 2004: Anjunabeats Volume Two
- 2005: Anjunabeats Volume Three
- 2006: Anjunabeats Volume Four
- 2007: Anjunabeats Volume Five
- 2008: Anjunabeats100 + From Goa To Rio
- 2008: Anjunabeats Volume Six
- 2009: Trance Nation
- 2009: Anjunabeats Volume Seven
- 2010: Anjunabeats Volume Eight
- 2011: Anjunabeats Volume Nine
- 2013: Anjunabeats Volume Ten
- 2014: Anjunabeats Volume Eleven
- 2015: Anjunabeats Volume Twelve
- 2017: Anjunabeats Volume Thirteen
- 2019: Anjunabeats Volume Fourteen
- 2020: Anjunabeats Volume Fifthteen

### Ремиксы
- Miguel Bose — «Por Ti»
- Adam Nickey — «Never Gone»
- Adamski — «In The City»
- Aurora — «Ordinary World»
- Ayumi Hamasaki — «M»
- Billie Ray Martin — «Honey»
- Britney Spears — «Everytime»
- Catch — «Walk On Water»
- Chakra — «Home»
- Chakra — «I Am»
- Dario G — «Dream To Me»
- Delerium — «Silence»
- Delerium — «Underwater»
- Dido — «Sand In My Shoes»
- Dirty Vegas — «Tonight»
- DJ Anuj — «Good For Me»
- DJ Tomcraft — «Loneliness»
- DT8 — «Destination»
- Every Little Thing — «Face The Change»
- Exile — «Your Eyes Only»
- Ferry Corsten — «Holding On»
- Fragma — «Every Time You Need Me»
- Madonna — «Nobody Knows Me»
- Madonna — «What It Feels Like For A Girl»
- Matt Hardwick vs. Smith & Pledger — «Day One»
- Motorcycle — «As The Rush Comes»
- Mystery — «The Mystery»
- Perpetuous Dreamer — «The Sound Of Goodbye»
- Purple Mood — «One Night In Tokyo»
- Rusch & Murray — «Epic»
- Three Drives on a Vinyl — «Sunset On Ibiza»
- Vivian Green — «Emotional Rollercoaster»

## Другие проекты
В рамках сотрудничества с другими исполнителями на свет появились такие проекты: OceanLab (Above & Beyond и Джастин Сьюсса (англ. Justine Suissa)), Tranquility Base, Tongue of God (Above & Beyond и Jeff Buckley). Проекты с другими исполнителями или сольные проекты: Anjunabeats, Free State, Dirt Devils (Джонатан и Пааво), Nitromethane (Тони и его брат Liam), Aalto (Пааво и Super8), P.O.S. (личное сценическое имя Пааво).